# Fort-de-France
Fort-de-France [fɔʀdəˈfʀɑ̃ːs] ist der Hauptort von Martinique, einer zu Frankreich gehörenden Insel in der Karibik. Mit 75.165 Einwohnern (Stand 1. Januar 2022) ist sie zugleich eine der größten Städte der Kleinen Antillen.

## Geschichte
Schon 1638 wurden hier auf Anweisung des ersten Gouverneurs Jacques du Parquet auf einem Vulkanfelsen im Sumpf zum Ruhme des Königs und zum Schutz der weiten Bucht die Fundamente einer Befestigungsanlage gelegt. 1669 gründete man den Hafen und Ort Fort-Royal; zum Entladen mussten die Schiffe jedoch noch an Land gezogen werden.
Im Jahr 1676 verlegte der Generalgouverneur Marquis de Bass-Castelmore seinen Amtssitz von Saint-Pierre an die strategisch günstiger gelegene Bucht von Fort-Royal. Sein Nachfolger, der Graf von Blénac Charles de Bourbon, begann mit der Trockenlegung des sumpfigen Küstenstreifens, indem er im Bereich des heutigen Boulevards Général de Gaulle einen breiten Entwässerungsgraben anlegte. Schon 1681 war der Ort so gewachsen, dass man ihn zur Verwaltungshauptstadt machte. Nach dem Siebenjährigen Krieg erhielten Kapuziner die Erlaubnis, zwischen dem heutigen Rathaus und Justizpalast sowohl eine Knaben- als auch eine Mädchenschule zu errichten.
In der Zeit der Französischen Revolution wurde der Ort 1793 für kurze Zeit in Fort-la-République (oder République-Ville), 1794 jedoch wieder in Fort-Royal umbenannt. Durch ein persönliches Dekret Napoleons erhielt er 1807 den jetzigen Namen. Während der Regierungszeit von König Louis-Philippe (1830–1848) wurde der Ort erheblich ausgebaut. Die neu gegründete Compagnie Générale Transatlantique legte hier ihre Kohlenlager an. Im Januar 1839 wurde Fort-de-France durch ein Erdbeben fast völlig zerstört, im Juni 1890 wütete ein Großfeuer. Im August des folgenden Jahres gab es erneut einen schweren Wirbelsturm.
1850 wurde das Bistum Martinique mit Sitz in Fort-de-France errichtet. 1853 wurde der Bischofssitz nach Saint-Pierre verlegt. Nach der Naturkatastrophe von 1902, durch die Saint-Pierre fast völlig zerstört wurde, wurde er wieder nach Fort-de-France zurückverlegt. 1967 wurde das Bistum dann zum Erzbistum Saint-Pierre et Fort-de-France erhoben.
Nachdem die damalige Inselhauptstadt Saint-Pierre 1902 durch den Vulkanausbruch der Montagne Pelée vollständig durch Lava und Aschestaub vernichtet wurde, entwickelte sich Fort-de-France sehr schnell zum wirtschaftlichen und kulturellen Zentrum der Insel. Die Einwohnerzahl verdoppelte sich von 27.000 im Jahre 1902 jeweils in einem Zeitraum von etwa 25 Jahren auf 180.000 im Jahre 1985. Hinter dem Stadtkern entstanden die Arbeiterviertel Morne Pichevin, Sainte-Thérèse und Trénelle. An den Berghängen findet man die besseren Wohngegenden von Balata, Bellevue, Didier und Redoute.
Fort-de-France zählt heute zu den größten Städten der Karibik. Da die Stadt auf mehreren Hügeln errichtet ist, gibt es nur wenige Hauptverkehrsstraßen zwischen den Stadtteilen, die in den Zeiten des Berufsverkehrs regelmäßig verstopft sind. Bei Streiks sind sie durch Demonstranten leicht zu blockieren.

## Sehenswürdigkeiten

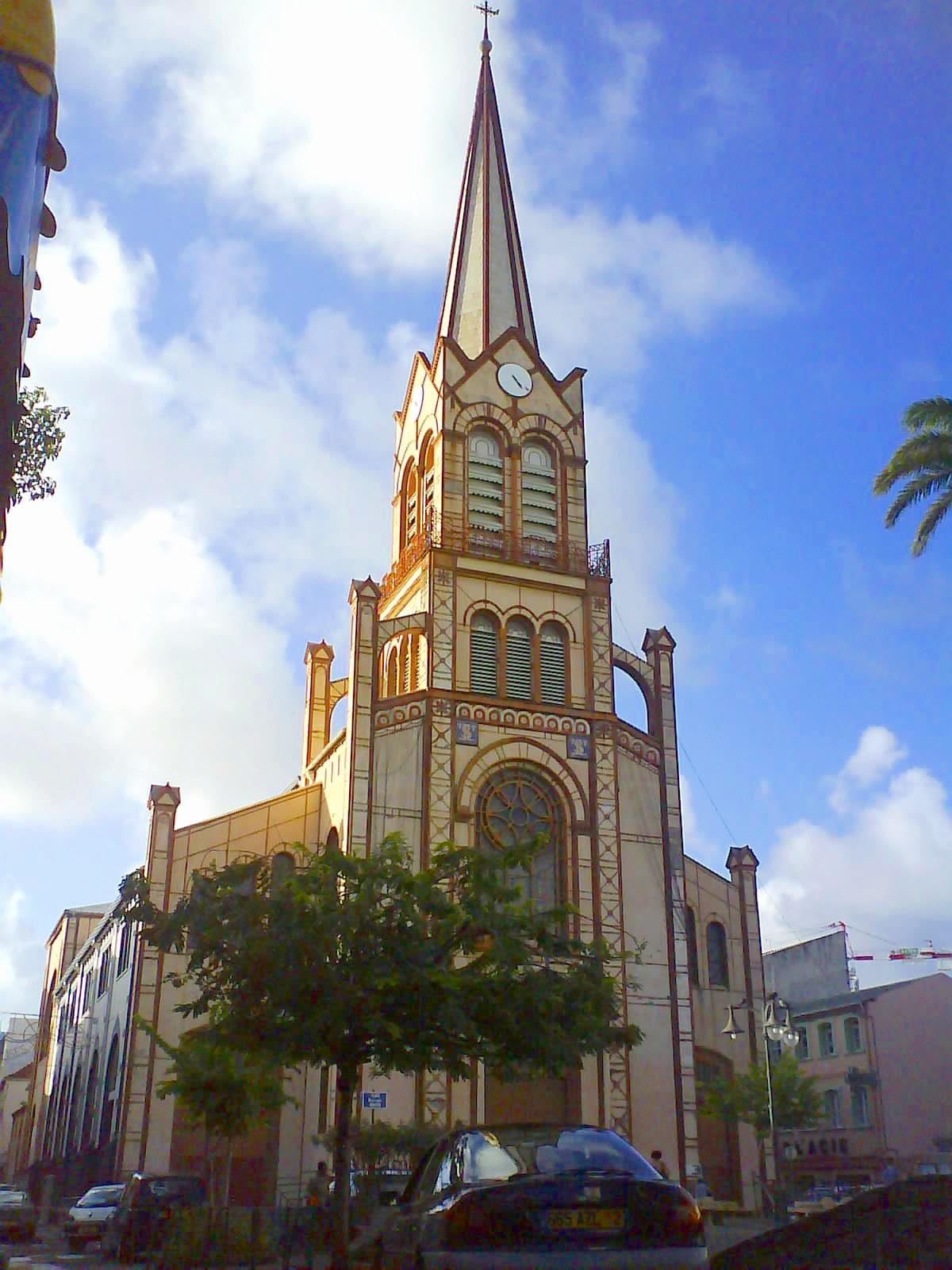
Kathedrale Saint-Louis

Die Stadt weist einen natürlichen Hafen auf, das Fort Desaix aus dem Jahr 1780, von Fort Tartenson und Fort Gerbault umgeben. Dort steht auch ein Denkmal zu Ehren der auf Martinique geborenen französischen Kaiserin Joséphine. Ebenfalls sehenswert sind unter anderem die folgenden, als Monument historique klassifizierten und unter Denkmalschutz stehenden Gebäude:
- das Rathaus von Fort-de-France
- die Kathedrale Saint-Louis (1895), erbaut unter der Leitung von Pierre-Henry Picq
- die Bibliothèque Schœlcher (1886/93), ebenfalls unter dem Architekten Picq erbaut

## Verkehr
Der internationale Flughafen Martinique befindet sich bei Le Lamentin im Großraum Fort-de-France (südöstlich der Stadt).

## Söhne und Töchter der Stadt
- Frantz Fanon (1925–1961), Psychiater, Schriftsteller und Vordenker der Entkolonialisierung
- Raymond Roy-Camille (1927–1994), Orthopäde und Traumatologe in Paris; Pionier der Wirbelsäulenchirurgie
- Maurice Marie-Sainte (1928–2017), Erzbischof von Saint-Pierre und Fort-de-France
- Christiane Eda-Pierre (1932–2020), Opernsängerin
- Robert Sainte-Rose (* 1943), Leichtathlet
- Henri Guédon (1944–2006), Musiker und bildender Künstler
- Jean-Claude Montredon (1949–2025), Jazzmusiker
- Claude Sommier (1952–2009), Jazzpianist und Komponist
- Gérard Janvion (* 1953), Fußball-Nationalspieler
- Lucien Sainte-Rose (* 1953), Leichtathlet, Sprinter
- Jocelyne Béroard (* 1954), Sängerin und Schauspielerin
- Georges Vestris (* 1959), Basketballspieler
- Mario Canonge (* 1960), Jazz- und Fusionmusiker
- Liliane Gaschet (* 1962), Leichtathletin
- Lucien Jean-Baptiste (* 1964), Schauspieler und Synchronsprecher
- Jean-Philippe Nilor (* 1965), Politiker
- Jean-Louis Rapnouil (* 1966), Leichtathlet
- Joël Abati (* 1970), Handballer
- Nathalie Lesdema (* 1973), Basketballspielerin
- Jérôme Jeannet (* 1977), Degenfechter
- Karine Jean-Pierre (* 1977), französisch-US-amerikanische Politikerin
- Richard Maunier (* 1977), Sprinter
- Fabrice Jeannet (* 1980), Degenfechter
- Fabrice Calligny (* 1981), Sprinter
- Phara Anacharsis (* 1983), Leichtathletin
- Steeven Langil (* 1988), Fußballspieler
- Manuel Cabit (* 1993), Fußballspieler
- Ludvy Vaillant (* 1995), Leichtathlet
- Davina Michel (* 1997), Boxerin
- Laëticia Bapté (* 1999), Hürdenläuferin
- Maxime Carène (* 2001), Basketballspieler
- Théo Monar (* 2001), Handballspieler

## Klima
Das Klima in Fort-de-France ist wie allgemein auf Martinique feuchtwarm und tropisch. Die Temperaturen schwanken übers Jahr kaum, sie liegen zwischen 24 °C im Februar und etwas über 26 °C im August und September. Der geringste Niederschlag fällt im März, die Regenzeit mit Niederschlägen von über 200 mm dauert von Juli bis November.
|                       | Jan  | Feb  | Mär  | Apr  | Mai  | Jun  | Jul  | Aug  | Sep  | Okt  | Nov  | Dez  |   |      |
| Mittl. Tagesmax. (°C) | 27,2 | 27,2 | 28,2 | 28,9 | 29,2 | 28,9 | 28,7 | 29,2 | 29,5 | 29,2 | 28,7 | 27,7 | ⌀ | 28,6 |
| Mittl. Tagesmin. (°C) | 21,5 | 21,3 | 21,6 | 22,4 | 23,1 | 23,4 | 23,4 | 23,7 | 23,5 | 23,4 | 23,0 | 22,2 | ⌀ | 22,7 |
|                       |      |      |      |      |      |      |      |      |      |      |      |      |   |      |
| Niederschlag (mm)     | 106  | 78   | 64   | 92   | 132  | 181  | 245  | 232  | 253  | 227  | 203  | 137  | Σ | 1950 |
|                       |      |      |      |      |      |      |      |      |      |      |      |      |   |      |
| Sonnenstunden (h/d)   | 8,3  | 8,2  | 8,6  | 8,5  | 8,0  | 7,5  | 7,5  | 8,4  | 7,4  | 7,4  | 7,7  | 7,9  | ⌀ | 8    |
|                       |      |      |      |      |      |      |      |      |      |      |      |      |   |      |
| Regentage (d)         | 17   | 12   | 13   | 13   | 15   | 18   | 22   | 20   | 19   | 18   | 17   | 16   | Σ | 200  |
|                       |      |      |      |      |      |      |      |      |      |      |      |      |   |      |
| Wassertemperatur (°C) | 26   | 26   | 27   | 27   | 27   | 27   | 28   | 28   | 28   | 28   | 28   | 27   | ⌀ | 27,3 |
|                       |      |      |      |      |      |      |      |      |      |      |      |      |   |      |
| Luftfeuchtigkeit (%)  | 79   | 78   | 76   | 78   | 80   | 82   | 84   | 84   | 84   | 84   | 84   | 82   | ⌀ | 81,3 |

| 21,5 |

| 21,3 |

| 21,6 |

| 22,4 |

| 23,1 |

| 23,4 |

| 23,4 |

| 23,7 |

| 23,5 |

| 23,4 |

| 23,0 |

| 22,2 |

| 21,5 |

| 21,3 |

| 21,6 |

| 22,4 |

| 23,1 |

| 23,4 |

| 23,4 |

| 23,7 |

| 23,5 |

| 23,4 |

| 23,0 |

| 22,2 |